# Іраклій Лабадзе
Іраклій Лабадзе (нар. 9 червня 1981) — колишній грузинський тенісист.
Найвищу одиночну позицію світового рейтингу — 42 місце досяг 5 липня 2004, парну — 100 місце — 29 жовтня 2001 року.
Найвищим досягненням на турнірах Великого шолома було 4 коло в одиночному розряді.
Завершив кар'єру 2010 року.

## Юніорські фінали турнірів Великого шолома

### Одиночний розряд: 1 (1 поразка)
| Результат | Рік  | Турнір               | Покриття | Суперник       | Рахунок  |
| --------- | ---- | -------------------- | -------- | -------------- | -------- |
| Поразка   | 1998 | Вімблдонський турнір | Трава    | Роджер Федерер | 4–6, 4–6 |

### Парний розряд: 1 (1 перемога)
| Результат | Рік  | Турнір                               | Покриття | Партнер     | Суперники                   | Рахунок  |
| --------- | ---- | ------------------------------------ | -------- | ----------- | --------------------------- | -------- |
| Перемога  | 1999 | Відкритий чемпіонат Франції з тенісу | Ґрунт    | Ловро Зовко | Крістіан Плесс Олів'є Рохус | 6–1, 7–6 |

## Фінали турнірів ATP за кар'єру

### Парний розряд: 3 (3 поразки)
| Легенда                         |
| ------------------------------- |
| Турніри Великого шлема (0–0)    |
| Фінали Світового туру ATP (0–0) |
| Серія Мастерс ATP (0–0)         |
| Серія турнірів ATP (0–0)        |
| Світова серія ATP (0–3)         |

| Фінали за покриттям |
| ------------------- |
| Тверде (0–2)        |
| Ґрунт (0–1)         |
| Трава (0–0)         |
| Килим (0–0)         |

| Фінали за типом корту |
| --------------------- |
| Відкритий корт (0–1)  |
| Закритий корт (0–2)   |

| Результат | W–L | Дата     | Турнір                     | Рівень           | Покриття | Партнер        | Суперники                         | Рахунок         |
| --------- | --- | -------- | -------------------------- | ---------------- | -------- | -------------- | --------------------------------- | --------------- |
| Поразка   | 0–1 | Лип 2001 | Orange Warsaw Open, Польща | Серія Інтернешнл | Ґрунт    | Аттіла Шавольт | Пол Генлі Натан Гілі              | 6–7(10–12), 2–6 |
| Поразка   | 0–2 | Жов 2001 | Сент-Пітерсберг, Росія     | Серія Інтернешнл | Тверде   | Марат Сафін    | Денис Голованов Євген Кафельников | 5–7, 4–6        |
| Поразка   | 0–3 | Жов 2002 | Сент-Пітерсберг, Росія     | Серія Інтернешнл | Тверде   | Марат Сафін    | Девід Адамс Джаред Палмер         | 6–7(8–10), 3–6  |

## Фінали ATP Челленджер і ITF Ф'ючерс

### Одиночний розряд: 18 (10–8)
| Легенда              |
| -------------------- |
| ATP Челленджер (9–4) |
| ITF Ф'ючерс (1–4)    |

| Фінали за покриттям |
| ------------------- |
| Тверде (4–4)        |
| Ґрунт (6–4)         |
| Трава (0–0)         |
| Килим (0–0)         |

| Результат | W–L  | Дата     | Турнір                     | Рівень     | Покриття | Суперник                | Рахунок            |
| --------- | ---- | -------- | -------------------------- | ---------- | -------- | ----------------------- | ------------------ |
| Поразка   | 0-1  | Січ 1999 | США F1, Алтамонте-Спрінгс  | Ф'ючерс    | Тверде   | Джеймс Блейк            | 2–6, 2–6           |
| Поразка   | 0-2  | Бер 1999 | Філіппіни F2, Маніла       | Ф'ючерс    | Тверде   | Ян Германссон           | 6–1, 4–6, 1–6      |
| Поразка   | 0-3  | Тра 1999 | США F4, Віро-Біч (Флорида) | Ф'ючерс    | Ґрунт    | Майкл Расселл           | 6–7, 3–6           |
| Поразка   | 0-4  | Жов 1999 | Мексика F6, Чіуауа (місто) | Ф'ючерс    | Тверде   | Солон Пеппас            | 4–6, 4–6           |
| Перемога  | 1-4  | Січ 2000 | США F3, Бока-Ратон         | Ф'ючерс    | Тверде   | Маркуш Даніел           | 6–4, 6–4           |
| Перемога  | 2-4  | Чер 2000 | Фюрт, Німеччина            | Челленджер | Ґрунт    | Даніель Ельснер         | 6–4, 6–4           |
| Перемога  | 3-4  | Тра 2001 | Бірмінгем, США             | Челленджер | Ґрунт    | Джеймс Блейк            | 6–2, 6–3           |
| Перемога  | 4-4  | Чер 2001 | Бухарест, Румунія          | Челленджер | Ґрунт    | Еміліо Бенфеле Альварес | 6–4, 6–2           |
| Поразка   | 4-5  | Лип 2001 | Ульм, Німеччина            | Челленджер | Ґрунт    | Микола Давиденко        | 6–4, 6–7(2–7), 5–7 |
| Поразка   | 4-6  | Сер 2001 | Манербіо, Італія           | Челленджер | Ґрунт    | Аттіла Шавольт          | 5–7, 2–6           |
| Перемога  | 5-6  | Лют 2002 | Брест (Франція), Франція   | Челленджер | Тверде   | Парадорн Шрічапхан      | 6–4, 7–5           |
| Перемога  | 6-6  | Вер 2002 | Київ, Україна              | Челленджер | Ґрунт    | Горка Фрайле            | 6–0, 4–6, 6–4      |
| Поразка   | 6-7  | Жов 2002 | Гренобль, Франція          | Челленджер | Тверде   | Мікаель Льодра          | 4–6, 3–6           |
| Поразка   | 6-8  | Сер 2003 | Менхенгладбах, Німеччина   | Челленджер | Ґрунт    | Даніель Ельснер         | 1–6, 6–2, 3–6      |
| Перемога  | 7-8  | Вер 2003 | Київ, Україна              | Челленджер | Ґрунт    | Петр Кралерт            | 6–1, 6–2           |
| Перемога  | 8-8  | Вер 2003 | Сен-Жан-де-Люз, Франція    | Челленджер | Тверде   | Фабріс Санторо          | 1–6, 7–6(7–4), 6–4 |
| Перемога  | 9-8  | Лис 2003 | PEOPLEnet CUP, Україна     | Челленджер | Тверде   | Харел Леві              | 6–3, 3–6, 6–1      |
| Перемога  | 10-8 | Лип 2005 | Б'єлла, Італія             | Челленджер | Ґрунт    | Карлос Берлок           | 7–6(7–4), 6–0      |

### Парний розряд: 14 (6–8)
| Легенда              |
| -------------------- |
| ATP Челленджер (5–5) |
| ITF Ф'ючерс (1–3)    |

| Фінали за покриттям |
| ------------------- |
| Тверде (0–4)        |
| Ґрунт (6–3)         |
| Трава (0–0)         |
| Килим (0–1)         |

| Результат | W–L | Дата     | Турнір                       | Рівень     | Покриття | Партнер             | Суперники                               | Рахунок               |
| --------- | --- | -------- | ---------------------------- | ---------- | -------- | ------------------- | --------------------------------------- | --------------------- |
| Поразка   | 0–1 | Бер 1999 | Філіппіни F1, Маніла         | Ф'ючерс    | Тверде   | Дмитро Турсунов     | Маркус Гільперт Ендрю Рюб               | 4–6, 6–7              |
| Перемога  | 1–1 | Тра 1999 | США F4, Віро-Біч (Флорида)   | Ф'ючерс    | Ґрунт    | Ловро Зовко         | Г'юго Армандо Мітч Спренгелмеєр         | 7–6, 7–6              |
| Поразка   | 1–2 | Жов 1999 | Мексика F5, Playa del Carmen | Ф'ючерс    | Тверде   | Дієґо Аяла          | Флавіо Саретта Леонарду Сілва           | 5–7, 6–7              |
| Поразка   | 1–3 | Січ 2000 | США F1, Пемброк-Пайнс        | Ф'ючерс    | Тверде   | Рафаел Де Меса      | Гарет Вільямс Джефф Вільямс             | 4–6, 1–6              |
| Поразка   | 1–4 | Лют 2000 | Хошимін, В'єтнам             | Челленджер | Тверде   | Кевін Ульєтт        | Майкл Гілл Тодд Вудбрідж                | 3–6, 4–6              |
| Поразка   | 1–5 | Тра 2000 | Будапешт, Угорщина           | Челленджер | Ґрунт    | Діну-Міхай Пескаріу | Сімада Томас Майлз Вейкфілд             | 2–6, 6–3, 3–6         |
| Перемога  | 2–5 | Лис 2000 | Кіто, Еквадор                | Челленджер | Ґрунт    | Франсіску Коста     | Ерік Нуньєз Мартін Стрінгарі            | 6–2, 7–6(7–4)         |
| Перемога  | 3–5 | Лис 2000 | Сантьяго, Чилі               | Челленджер | Ґрунт    | Душан Вемич         | Жоан Бальсельс Херман Пуентес Альканьїс | 6–3, 6–4              |
| Поразка   | 3–6 | Вер 2002 | Київ, Україна                | Челленджер | Ґрунт    | Юрій Щукін          | Федеріко Бровне Фред Геммес мол.        | 4–6, 3–6              |
| Перемога  | 4–6 | Сер 2003 | Менхенгладбах, Німеччина     | Челленджер | Ґрунт    | Рогір Вассен        | Карстен Браш Франц Штаудер              | 6–7(4–7), 6–2, 6–2    |
| Перемога  | 5–6 | Чер 2005 | Реджо-нель-Емілія, Італія    | Челленджер | Ґрунт    | Юрій Щукін          | Франческо Альді Томас Тенконі           | 6–4, 6–3              |
| Поразка   | 5–7 | Сер 2005 | Трані, Італія                | Челленджер | Ґрунт    | Джорджо Галімберті  | Карлос Берлок Крістіан Вільяґран        | 6–4, 2–6, 4–6         |
| Поразка   | 5–8 | Лис 2006 | Аахен, Німеччина             | Челленджер | Килим    | Томаш Беднарек      | Ернестс Гулбіс Міша Зверєв              | 7–6(7–5), 4–6, [8–10] |
| Перемога  | 6–8 | Сер 2008 | Самарканд, Узбекистан        | Челленджер | Ґрунт    | Денис Мацюкевич     | Данило Арсенов Ваджа Узаков             | 7–6(7–1), 4–6, [10–3] |

## Часовий графік результатів
| W | Ф | ПФ | ЧФ | #Р | КТ | К# | DNQ | A | NH |

### Одиночний розряд
| Турніри Великого шлему                 |              |              |              |     |     |     |     |     |     |     |        |      |     |
| Відкритий чемпіонат Австралії з тенісу |              |              | К1р          | 1р  | 1р  | 1р  | 1р  |     |     |     | 0 / 4  | 0–4  | 0%  |
| Відкритий чемпіонат Франції з тенісу   |              |              | К2р          | 2р  | 1р  | 2р  | К2р | К1р |     |     | 0 / 3  | 2–3  | 40% |
| Вімблдонський турнір                   | К1р          | К2р          | К2р          | 2р  | 1р  | 2р  | К2р | 4р  |     | К1р | 0 / 4  | 5–4  | 56% |
| Відкритий чемпіонат США з тенісу       |              | К1р          |              | 1р  |     | 1р  |     |     |     |     | 0 / 2  | 0–2  | 0%  |
| В-П                                    | 0–0          | 0–0          | 0–0          | 2–4 | 0–3 | 2–4 | 0–1 | 3–1 | 0–0 | 0–0 | 0 / 13 | 7–13 | 35% |
| Тур ATP Мастерс 1000                   |              |              |              |     |     |     |     |     |     |     |        |      |     |
| Індіан-Веллс                           |              |              |              |     |     | ПФ  | 1р  |     |     |     | 0 / 2  | 5–2  | 71% |
| Відкритий чемпіонат Маямі з тенісу     |              |              |              | 1р  | К2р | 1р  | 2р  |     |     |     | 0 / 3  | 1–3  | 25% |
| Монте-Карло                            |              |              |              | К1р |     |     |     |     |     |     | 0 / 0  | 0–0  | –   |
| Гамбург                                |              |              |              |     | К2р | 2р  |     |     |     |     | 0 / 1  | 1–1  | 50% |
| Рим                                    |              |              |              | К1р | К2р | 2р  |     |     |     |     | 0 / 1  | 1–1  | 50% |
| Мадрид                                 | Не проводили | Не проводили | Не проводили |     |     | 1р  |     |     |     |     | 0 / 1  | 0–1  | 0%  |
| Мастерс Канада                         |              |              |              |     |     | 1р  |     |     |     |     | 0 / 1  | 0–1  | 0%  |
| Мастерс Цинциннаті                     |              |              |              |     |     | 1р  |     |     |     |     | 0 / 1  | 0–1  | 0%  |
| Париж                                  |              |              |              |     | К1р |     |     |     |     |     | 0 / 0  | 0–0  | –   |
| В-П                                    | 0–0          | 0–0          | 0–0          | 0–1 | 0–0 | 7–7 | 1–2 | 0–0 | 0–0 | 0–0 | 0 / 10 | 8–10 | 44% |